# Psychotherapie-Richtlinie
Psychotherapie-Richtlinie ist die gekürzte und allgemein gebräuchliche Bezeichnung für die Richtlinie des Gemeinsamen Bundesausschusses über die Durchführung der Psychotherapie. Sie regelt die Ausübung ambulanter heilkundlicher Psychotherapie in Deutschland zulasten der Gesetzlichen Krankenversicherungen. Als weiteres Regelwerk gibt es die Psychotherapie-Vereinbarung zwischen der Kassenärztlichen Bundesvereinigung und dem Spitzenverband Bund der Krankenkassen (kurz: GKV-Spitzenverband).

## Psychotherapie-Richtlinie
Nachdem Psychotherapie im Jahr 1967 maßgeblich auf Betreiben von Annemarie Dührssen als Heilverfahren in den Leistungskatalog der kassenärztlichen Versorgung aufgenommen wurde, sind Richtlinien erlassen worden, die ihre Durchführung regulieren sollen. Änderungen werden in Zusammenarbeit durch den Unterausschuss Methodenbewertung und den Unterausschuss Psychotherapie erarbeitet und dem Bundesausschuss zur Beschlussfassung vorgelegt. Die jeweils aktuelle Psychotherapie-Richtlinie wird im Bundesanzeiger veröffentlicht. Bei der jüngsten Ausgabe handelt es sich um die Richtlinie aus dem Jahr 2009, die 2019 geändert wurde und seit 24. Januar 2020 in Kraft ist (BAnz AT 23.01.2020 B4). Sie umfasst zehn Abschnitte mit insgesamt 42 Paragrafen.
Im Abschnitt Allgemeines (A) werden in zehn Paragrafen unter anderem der Gegenstand der Richtlinie spezifiziert, der Begriff der seelischen Krankheit näher bezeichnet, Merkmale von Psychotherapie benannt und Definitionen von Psychotherapieverfahren und -methoden vorgelegt.
Der Abschnitt Psychotherapeutische Behandlungs- und Anwendungsformen (B) ist in 13 Paragrafen aufgeteilt. Sie befassen sich mit der organisatorischen Ausgestaltung einer psychotherapeutischen Praxis und legen Sprechstundenregelungen fest. Daneben werden die sogenannten probatorischen Sitzungen, die psychotherapeutische Akutbehandlung und die Rezidivprophylaxe geregelt. Als Behandlungsformen werden psychoanalytisch begründete Verfahren, zu denen im Einzelnen die Tiefenpsychologisch fundierte Psychotherapie und die Analytische Psychotherapie zählen, die Verhaltenstherapie und die Systemische Therapie festgelegt. Des Weiteren sind die Bestimmungen für die Anerkennung neuer Psychotherapieverfahren und -methoden niedergelegt. Hinzu kommen Aussagen über Anwendungsformen wie Einzel- oder Gruppentherapie und über die Behandlungsfrequenz.
Der dritte Abschnitt (C) regelt in drei Paragrafen die Psychosomatische Grundversorgung mit verbalen Interventionen einerseits und übenden und suggestiven Interventionen andererseits. Der vierte Abschnitt (D) beherbergt nur einen Paragrafen, der die Anwendungsbereiche reguliert und die Indikationen zur Anwendung von Psychotherapie zusammenträgt. Der fünfte Abschnitt (E) legt in vier Paragrafen den Leistungsumfang der verschiedenen Verfahren fest und trifft Aussagen über die sogenannten Bewilligungsschritte. Auch wird der Behandlungsumfang bei übenden und suggestiven Interventionen festgelegt.
Der sechste Abschnitt (F) befasst sich in fünf Paragrafen mit der Regulierung von Konsiliar-, Antrags- und Gutachterverfahren. Dabei werden auch Festschreibungen über die jeweils geforderte Qualifikation der Antragstellenden und der Gutachter vorgenommen. Im siebten Abschnitt (G) werden in zwei Paragrafen Qualifikation und Dokumentation geregelt, wobei für die Qualifikation der Leistungserbringer Bezug auf die Psychotherapie-Vereinbarung genommen wird.
Der achte Abschnitt (H) verweist in seinem einzigen Paragrafen auf die Psychotherapie-Vereinbarung und seinen Regelungsbereich, und im neunten und letzten Abschnitt (I) ist die Übergangsregelung niedergelegt.
In der abschließenden Anlage wird im ersten Abschnitt festgelegt, dass Katathymes Bilderleben, Rational Emotive Therapie (RET) und Eye Movement Desensitization and Reprocessing (EMDR) zwar keine eigenständigen Psychotherapieverfahren sind, aber im Rahmen übergeordneter Therapiekonzepte angewendet werden können. Der zweite Abschnitt der Anlage schließt Verfahren aus, „da die Erfordernisse der Psychotherapie-Richtlinie nicht erfüllt werden“. Namentlich genannt werden dabei Gesprächspsychotherapie, Gestalttherapie, Logotherapie, Psychodrama, Respiratorisches Biofeedback und Transaktionsanalyse.
Am 18. Januar 2024 beschloss der Gemeinsame Bundesausschuss die Richtlinie zur datengestützten einrichtungsübergreifenden Qualitätssicherung. Das geplante neue Qualitätssicherungsverfahren soll in der ambulanten Psychotherapie ab dem 1. Januar 2025 in Nordrhein-Westfalen (NRW) über einen Zeitraum von sechs Jahren getestet und anschließend evaluiert werden. Trotz kritischer Stimmen soll es langfristig das Antrags- und Gutachterverfahren im gesamten Bundesgebiet ablösen.

## Faber und Haarstrick
Kassenfinanzierte Psychotherapie ist ein sogenanntes Antragsverfahren und muss, wenn sie eine bestimmte Stundenzahl überschreitet, mit einem Bericht an den Gutachter bei den Krankenkassen vorab beantragt und von einem, von den Krankenkassen beauftragten Gutachter bewilligt werden.
Da das Antragsverfahren komplex und die Psychotherapie-Richtlinie vielschichtig ist, bedienen sich niedergelassene Psychotherapeuten mit Kassenzulassung bei der Beantragung kassenfinanzierter Psychotherapie nicht selten eines Standardwerkes, das unter dem Namen ihrer Verfasser (Faber & Haarstrick) bekannt wurde und in Kurzform auch so bezeichnet wird. Die beiden Autoren kommentierten den Text der Psychotherapie-Richtlinie, erklärten die Vorschriften und unterstützten die Leistungserbringer bei der Beantragung der beabsichtigten und indizierten Behandlung. 2020 veröffentlichten Michael Dieckmann et al. als Herausgeber eine Neuauflage.
Das Werk beschreibt die Geschichte der Einführung der Psychotherapie in die kassenärztliche Versorgung, nimmt zum Krankheitsbegriff der Psychotherapie-Richtlinie Stellung und begründet die Notwendigkeit einer Krankheitslehre. Es stellt anhand des Wortlautes der Richtlinie die einzelnen Paragrafen ausführlich dar und behandelt Indikationsfragen sowie Fragen zur Differenzialindikation. Es werden sozialrechtliche und andere juristische Aspekte beleuchtet und verschiedene Empfehlungen gegeben, beispielsweise zu den Therapiezielen, zur Behandlungsplanung und besonders auch der Abschlussphase der Behandlung. Für den Fall einer Ablehnung des Antrages wird das Verfahren für ein sogenanntes Obergutachten beschrieben. Schließlich macht das Werk mit den Antragsformularen, den Beihilfevorschriften und dem Vorgehen bei privat Versicherten vertraut. Jeweils ein gesondertes Kapitel ist der Psychotherapie-Vereinbarung und dem Psychotherapeutengesetz gewidmet.
Helmut Thomä bezeichnete das Buch von Franz Rudolf Faber und Rudolf Haarstrick – die neben Annemarie Dührssen die Aufnahme der Psychotherapie in den Leistungskatalog der Krankenkassen von Anfang an mitgestaltet hatten – in seiner Rezension im Ärzteblatt als „unentbehrliche[s] Nachschlagewerk“.
Sich auf die Auflage des Jahres 2011 von Faber/Haarstrick beziehend nannte der Verband Psychologischer Psychotherapeutinnen und Psychotherapeuten (VPP) die neu erfolgte Aufnahme traumatherapeutischer Interventionen in den Leistungskatalog einen „kleine[n] Paradigmenwechsel“. Damit wurde ein modifiziertes therapeutisches Vorgehen in der ambulanten Psychotherapie von Patienten mit Traumafolgestörungen zu Lasten der Krankenkassen möglich, zu denen beispielsweise die Posttraumatische Belastungsstörung zählt.

## Psychotherapie-Vereinbarung
Die Vereinbarung über die Anwendung von Psychotherapie in der vertragsärztlichen Versorgung (kurz: Psychotherapie-Vereinbarung) wird zwischen der Kassenärztlichen Bundesvereinigung einerseits und dem GKV-Spitzenverband andererseits geschlossen. Aktuell gilt sie in der Fassung vom 2. Februar 2017. Die Kassenärztliche Bundesvereinigung gibt auf ihrer Website einen Überblick über die Geschichte der Psychotherapie-Vereinbarung seit 1967. Die Vereinbarung ist niedergelegt in der Anlage 1 zum Bundesmantelvertrag-Ärzte (BMV-Ä).
Kern der Vereinbarung sind der zweite Teil mit neun und der dritte Teil mit sechs Paragrafen. Alle übrigen Teile haben je einen Paragrafen. Die Vereinbarung bezieht sich mehrfach auf die Psychotherapie-Richtlinie. Im zweiten Teil (B) wird festgelegt, wer unter die zur Ausübung von Psychotherapie Berechtigten fällt. Insbesondere wird geregelt, welche „fachliche Befähigung“ ärztliche und psychologische Psychotherapeuten und Kinder- und Jugendlichenpsychotherapeuten vorweisen müssen und wie dieser „Fachkundenachweis“ jeweils zu erbringen ist. Der dritte Teil (C) regelt die Durchführung der Behandlung analog den Richtlinien. Im vierten Teil (D) wird festgelegt, dass die Abrechnung der erbrachten Leistungen jeweils über die zuständige Kassenärztliche Vereinigung zu erfolgen hat.